# Bent Inge Johnsen
Bent Inge Johnsen (Mosjøen, 28 gennaio 1972) è un allenatore di calcio ed ex calciatore norvegese, di ruolo centrocampista.

## Carriera

### Giocatore

#### Club
Johnsen iniziò la carriera con la maglia del Mosjøen. Nel 1993, passò a giocare nel Bodø/Glimt. Nel 1998 si trasferì al Rosenborg, con cui vinse quattro campionati.
Nel 2002, si trasferì all'Odd Grenland. Debuttò con questa maglia il 14 aprile, quando fu titolare nella vittoria per uno a zero in casa del suo ex club del Rosenborg. Il 16 settembre realizzò il primo gol per la squadra, nel successo per due a zero contro il Brann. Si ritirò alla fine del campionato 2006.
Fu soprannominato Binky e Magic Johnsen.

### Allenatore
Prima della stagione 2011, diventò allenatore dell'Eidsvold Turn. Lasciò la squadra al termine del  campionato 2015. Il 27 ottobre 2015, venne annunciato che sarebbe diventato l'allenatore del Gjelleråsen a partire dal 1º gennaio 2016.

## Palmarès

### Giocatore

#### Club

##### Competizioni nazionali
- Campionato norvegese: 4

Rosenborg: 1998, 1999, 2000, 2001
- Coppa di Norvegia: 2

Bodø/Glimt: 1993
Rosenborg: 1999